# Guido I. (Ponthieu)

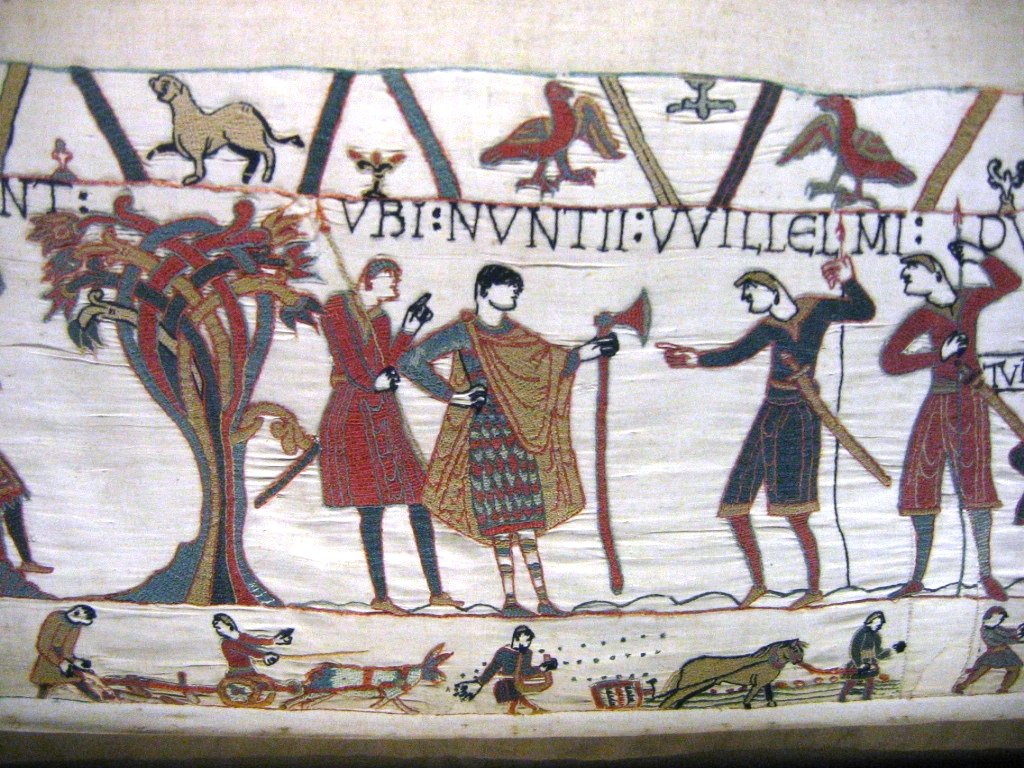
Gesandte des Herzogs Wilhelm suchen den Grafen Wido (Guido) auf. Darstellung auf dem Teppich von Bayeux.

Guido I. († 13. November 1100) war ein Graf von Ponthieu aus dem Haus Ponthieu. Er war ein Sohn des Grafen Hugo II. von Ponthieu und der Bertha von Aumale.
Nachdem sein Bruder, Graf Enguerrand II., 1053 im Kampf gegen ihren Schwager, Herzog Wilhelm II. von der Normandie, gefallen war, übernahm Guido die Grafschaft Ponthieu. Er führte den Kampf als Verbündeter des Königs Heinrich I. von Frankreich fort, geriet aber in der Schlacht von Mortemer 1054 in die Gefangenschaft des Normannenherzogs. Sein Bruder Waleran wurde in dieser Schlacht getötet. Guido verbrachte zwei Jahre in seinem normannischen Kerker. In dieser Zeit nahm sein Onkel, Bischof Guido von Amiens, die Herrschaft im Ponthieu wahr. Erst nachdem Guido sich bereit gezeigt hatte, ein Vasall Herzog Wilhelms zu werden, wurde er aus der Gefangenschaft entlassen. Auch musste er auf die Burg Aumale verzichten, auf die er Erbrechte anmelden konnte.
Als der angelsächsische Earl von Wessex, Harald Godwinson, auf seiner Reise in die Normandie 1064 vor der Küste des Ponthieu Schiffbruch erlitt, nahm Guido ihn gefangen und brachte ihn zunächst auf die Burg von Abbeville. Nach dem Bericht von Wace (Roman de Rou) behandelte Guido den Earl mit großer Zuvorkommenheit. Um ihn dem Zugriff Herzog Wilhelms zu entziehen, verbrachte er den Earl anschließend in die Burg von Beaurain und gab ihn erst an den Herzog weiter, nachdem dieser ihm ein hohes Lösegeld gezahlt hatte. Guido übergab den Earl Harald am Fluss Eaulne an den Herzog. Auf dem Teppich von Bayeux wird diese Episode ausführlich dargestellt, Guido erscheint hier als „WIDO“.
Aus seiner Ehe mit der Dame Adele hatte Guido mehrere Kinder, darunter einen Sohn Enguerrand, der aber noch vor ihm starb, womit seine älteste Tochter die Erbin von Ponthieu wurde.
- Agnes (nach 1110), ⚭ mit Robert of Bellême, 3. Earl of Shrewsbury
- Ida, Äbtissin von Saint-Austreberte bei Montreuil
- Mathilde, 1100 bezeugt

Guido wurde nach seinem Tod 1100 in der von ihm gegründeten Priorei Saint-Pierre in Abbeville bestattet.